# Cosmiophrys
Cosmiophrys is een geslacht van vlinders van de familie bladrollers (Tortricidae).

## Soorten
- C. chrysobola Diakonoff, 1970
- C. stigma Diakonoff, 1960